# CS Dinamo București (fotbal)
Clubul Sportiv Dinamo București, pe scurt CS Dinamo București este secția de fotbal a clubului polisportiv cu același nume din București, România. Secția a fost reactivată în 2021 și evoluează în prezent în Liga a II-a.
La sfârșitul sezonului 2023-2024, a ratat promovarea în Liga a II-a la meciurile de baraj cu CS Afumați, și ulterior în finala barajului special organizat cu ocazia măririi numărului de locuri din Liga a II-a de la 20 la 22 de locuri, cu CSM Focșani. A reușit promovarea în Liga a II-a (sezonul 2025-2026), trecând de ACS Vedița Colonești cu scorul general de 5-3, în finala barajului de promovare.

## Stadion
Echipa de fotbal a CS Dinamo București își dispută meciurile de acasă pe Stadionul Comunal din Cernica, deoarece Stadionul Dinamo a fost închis începând cu 2025, în vederea construirii unei noi arene. 
De această decizie au fost afectate atât echipa din SuperLigă, a clubului FC Dinamo 1948, ce este nevoită să-și dispute meciurile de acasă pe stadioanele Arcul de Triumf sau Arena Națională, cât și cea a clubului CS FC Dinamo București, ce își dispută meciurile de acasă pe Stadionul Romprim din capitală.